# Danilo Beyruth
Danilo Beyruth (São Paulo, 24 de abril de 1973[carece de fontes?]) é um publicitário, ilustrador e quadrinista brasileiro.

## Biografia
Formado em desenho industrial, iniciou a carreira fazendo ilustrações para publicidade. Em 2006, resolve investir na carreira de quadrinista, se inscrevendo no curso de perspectiva da Quanta Academia, ministrado por Octavio Cariello e num curso por correspondência sobre narrativa de histórias em quadrinhos da renomada escola do quadrinista Joe Kubert.
No ano seguinte, começou a publicação do seu personagem Necronauta, um herói com a missão de transportar as almas dos mortos. Inicialmente, as histórias eram publicadas em fanzines (cinco edições), pela revista Popgun e como quadrinhos para telefone celular pelo projeto Oi Futuro da empresa de telefonia Oi. Mais tarde, as aventuras do "salva-vidas dos mortos" foram reunidas em dois volumes encadernados: o primeiro, publicado pela editora HQM, em 2010; o segundo pela Zarabatana, em 2011.
Em 2010, Beyruth obteve financiamento da Secretaria da Cultura de São Paulo, por meio do ProAC - Programa de Ação Cultura, para produzir o seu primeiro romance gráfico. Escreveu e desenhou Bando de Dois, a história de Tinhoso e Caveira de Boi, os últimos sobreviventes de um grupo de vinte cangaceiros, publicada pela editora Zarabatana.
Com forte influência do faroeste espaguete, o álbum foi bem recebido pela crítica, valendo ao autor um Prêmio Angelo Agostini (melhor lançamento) e o Troféu HQ Mix em três categorias (Melhor Desenhista Nacional, Melhor Roteirista Nacional e Melhor Edição Especial Nacional).
Em 2010, Danilo Beyruth também foi um dos participantes da coletânea  Mauricio de Sousa por mais 50 artistas da Panini Comics, na qual elaborou a sua versão para a Turma do Penadinho.
Em novembro de 2011, durante o Festival Internacional de Quadrinhos realizado em Belo Horizonte, o jornalista Sidney Gusman anunciou que em 2012, seria lançada a linha "Graphic MSP", uma série de romances gráficos, diferente dos álbuns da série MSP 50, os romances trariam histórias fechadas contendo setenta e duas páginas, e o quadrinista Danilo Beyruth foi escolhido para criar uma história para o Astronauta. lançando em outubro do ano seguinte, o álbum Astronauta - Magnetar teve um prefácio escrito pelo navegador Amyr Klink e consultoria do astrofísico Eduardo Cypriano. A obra rendeu a Beyruth seu terceiro troféu HQ Mix, como melhor desenhista nacional, em 2013. No ano seguinte, a editora lança uma sequencia,  "Astronauta – Singularidade" e dois volumes de uma série inspirada em São Jorge: São Jorge – Volume I – Soldado do Império e São Jorge Volume II - A Última Batalha.
Em fevereiro de 2015, é anunciado que Bando de Dois seria publicada em Portugal na Coleção Novela Gráfica, publicada pela editora Levoir em parceria com o jornal Público, e em setembro do mesmo ano, foi anunciado que Beyruth iria desenhar a personagem Gwenpool para a Marvel Comics. Em novembro, ao anunciar as edições de 2016 da série, Gusman anuncia o terceiro romance gráfico do Astronauta, em outubro de 2016, é anunciado o título do terceiro romance gráfico: Astronauta - Assimetria, em dezembro do mesmo ano, durante, a Comic Con Experience, é anunciado o filme Motorrad, dirigido por Vicente Amorim e produzido por LG Tubaldini Jr e André Skaf (da Filmland Internacional), que teve a arte conceitual criada por Danilo Beyurth.
Em 2017, o livro Astronauta - Assimetria ganhou o 29º Troféu HQ Mix na categoria "melhor publicação de aventura/terror/fantasia", em dezembro do mesmo ano, durante a Comic Con Experience, é anunciada um novo romance gráfico do Astronauta com o título provisório Astronauta IV e  uma minissérie de animação em seis capítulos baseado na sua série do Astronauta. Em 2018, lança Samurai Shirô pelo selo DarkSide Graphic Novel da editora DarkSide Books. pelo Chiaroscuro Studio publicou o romance gráfico de super-herói Dias de Horror, escrito por ele, com desenhos de Ivan Reis, Eddy Barrows, Robson Rocha, Adriana Melo, Marcio Takara, Paulo Siqueira e outros, em dezembro do mesmo ano, novamente na Comic Con Experience, foi lançado o quarto romance gráfico da série, intitulado Astronauta: Entropia, no mesmo evento, foi anunciado o título da série animada: Astronauta – Propulsão e que foi coproduzida e exibida pela HBO, através do Chiaroscuro Studios, produziu ilustrações para a marca de chocolates Hershey's, com lançamento durante a Comic Con Experience.
Em 2019, Samurai Shirô ganhou o Troféu HQ Mix na categoria  publicação de aventura / terror / fantasia.
Em dezembro de 2019, na 6ª edição da CCXP, Danilo lança a HQ Love Kills pela editora Darkside. Também na CCXP 2019 é anunciado o quinto volume de Astronauta pelo selo Graphic MSP.
Em março de 2020, participou do financiamento coletivo no Catarse de uma coletânea inspiradas nos Mitos de Cthulhu de H. P. Lovecraft pela Skript Editora. Em maio do mesmo ano, a Zarabatana Books lança um financiamento de uma edição colorida de Bando de dois, as cores foram feitas por Fabien Alquier, para a edição francesa da editora EP Media. Em setembro de 2020, lança o quinto romance gráfico de Astronauta, Astronauta - Parallax. Em outubro de 2021, foi lançado o filme Princesa da Yakuza, baseado em Samurai Shirô, também dirigido por Vicente Amorim. O filme, coprodução entre Brasil, EUA e Japão, foi adicionado ao catálogo da Netflix em 2022. Ainda em 2021, foi lançada a graphic novel Corso, através da editora Comix Zone.
Em novembro de 2022, é lançada a sexta e última graphic novel do Astronauta por Beyruthː Astronauta: Convergência, junto a esse lançamento, foi anunciada a primeira edição encadernada contendo as graphic novels Magnetar, Singularidade e Assimetria e uma história inédita para a ediçãoː Silêncio Lunar com cores de Mariane Gusmão, totalizando 272 páginas, o álbum ainda traz o texto da quarta capa escrito pela astrofísica Roberta Duarte. Em 2024, o título da série animada foi alterado para Astronauta e estreou no canal HBO e no serviço de streaming Max.